# Stefan Kreiner
Stefan Kreiner (30 ottobre 1973) è un ex combinatista nordico austriaco.

## Biografia
Vanta il più prestigioso titolo nell'Olimpiade di Albertville 1992, dove arrivò terzo nella gara a squadre.

## Palmarès

### Olimpiadi
- 1 medaglia:
  - 1 bronzo (gara a squadre ad Albertville 1992)

### Coppa del Mondo
- Miglior piazzamento in classifica generale:10° nel 1992
- 2 podi (tutti individuali):
  - 1 secondo posti
  - 1 terzo posto